# Predrag Matvejević
Predrag Matvejević (7. října 1932 Mostar - 2. února 2017 Záhřeb) byl chorvatský spisovatel, publicista a literární vědec. Patřil k disidentům Titova režimu a po rozpadu Jugoslávie se stal předním kritikem nacionalismu. 
Jeho matka byla hercegovská Chorvatka, otec pocházel z Oděsy. Za druhé světové války byl partyzánským kurýrem. Vystudoval francouzský jazyk a literaturu na Záhřebské univerzitě a v roce 1967 získal na Pařížské univerzitě doktorát. Po návratu do vlasti patřil do okruhu reformně-komunistických intelektuálů okolo časopisu Praxis. V osmdesátých letech se angažoval ve Sdružení pro jugoslávskou demokratickou iniciativu, které odmítalo jak separatismus, tak autoritářské tendence centrální vlády. Po vypuknutí války v Jugoslávii odešel do exilu, od roku 1994 působil na římské Univerzitě La Sapienza a bylo mu uděleno italské občanství. Také přednášel na Newyorské univerzitě a na Université catholique de Louvain. V roce 1999 neúspěšně kandidoval do Evropského parlamentu za Partito dei Comunisti Italiani.
Jeho nejúspěšnějším dílem je Breviář Středomoří z roku 1987, přeložený do dvaceti jazyků (česky vyšel roku 2002 v Nakladatelství Lidové noviny). Ve svém popisu kultury, historie a mentality zemí okolo Středozemního moře Matvejević vychází z postupů školy Annales a vědecké poznatky sděluje čtivým beletristickým stylem. Do publikace Strůjci války a míru, popisující osudy postkomunistických vůdců ve státech bývalé Jugoslávie, přispěl kapitolou o Franjo Tudjmanovi. Přišel s výrazem „demokratura“ pro označení režimů, které formálně udržují demokratické instituce, avšak skutečná moc je v rukou uzavřené elity. Vydal také knihu rozhovorů, které vedl s Miroslavem Krležou. Skandál vyvolal jeho text Náš Talibán, v němž vyzval intelektuální prominenty, aby se přiznali ke své vině za rozdmýchání etnické nenávisti na Balkáně. Matvejević byl kvůli tomu obviněn z urážky na cti a odsouzen v Záhřebu k podmíněnému trestu.
Byl čestným místopředsedou Mezinárodního PEN klubu. Získal italskou Cenu Strega, francouzské literární ocenění Prix du Meilleur Livre Étranger a Řád čestné legie. V roce 2016 byl nominován na Nobelovu cenu za literaturu.